# Maków Mazowiecki
Maków Mazowiecki (prononciation : [ˈmakuf mazɔˈvʲɛt͡skʲi]) est une ville polonaise du powiat de Maków de la voïvodie de Mazovie dans le centre-est de la Pologne.
Elle est le siège administratif du powiat de Maków.
Elle se situe à environ 77 kilomètres au nord de Varsovie (capitale de la Pologne).
La ville couvre une surface de 10,3 km2 et comptait 10 112 habitants en 2011.

## Histoire
La ville a obtenu son statut de ville en 1421.
Avant 1939, environ 7000 personnes vivaient dans Maków, dont 3000 juifs. La communauté juive a été assassinée pendant l'occupation allemande nazie, dans l'Holocauste des bâtiments de la ville
De 1975 à 1998, la ville appartenait administrativement à la voïvodie d'Ostrołęka.